# Madagascar en los Juegos Olímpicos de México 1968
Madagascar estuvo representado en los Juegos Olímpicos de México 1968 por cuatro deportistas masculinos que compitieron en dos deportes.
El equipo olímpico malgache no obtuvo ninguna medalla en estos Juegos.